# Emoia pallidiceps
Emoia pallidiceps là một loài thằn lằn trong họ Scincidae. Loài này được De Vis mô tả khoa học đầu tiên năm 1890.